# Alfredo Corona Ibarra
Alfredo Corona Ibarra (Tepic, Nayarit, 21 de mayo de 1916 - Ibidem., 12 de julio de 1989) fue un magistrado mexicano.

## Carrera jurídica
A lo largo de su vida desempeñó diversos cargos, entre los que cabe destacar los siguientes: Magistrado del Supremo Tribunal de Justicia en el Estado de Nayarit; Presidente del Tribunal de Arbitraje de los Trabajadores al Servicio del Estado; Primer Rector de la Universidad Autónoma de Nayarit; Subdirector del Instituto Cultural y Artístico de Nayarit y presidente de la Academia de Historia del Occidente de México, entre otros.
Paralelamente a estas actividades, sededicó al estudio de la historia nacional y a la creación literaria habiendo producido, hasta la fecha, numerosas publicaciones: Cantos de Amor y Dolor; Provincia Mexicana; Tiempo Ambiente y Obra de Francisco Severo Maldonado; Preámbulo a la Causa de Fernando Maximiliano de Habsburgo y sus Generales Miguel Miramón y Tomás Mejía; Gobierno del Estado de Nayarit en el Centenario del Triunfo de la República y Cincuentenario del Estado; Exégesis Libro II de la Crónica Miscelánea de la Sancta Provincia de Xalisco de Fray Antonio Tello; Instituto Jalisciense de Antropología e Historia; El Cuerpo de Ejército de Occidente y su importancia en la lucha de la época; "La Reforma en Jalisco y el Bajío"; Congreso Mexicano de Historia e Ixtlán del Río Capital de Nayarit.

## Poeta Laureado
Para la Fundación Cultural "Doctor Julián Gascón Mercado" 
- Premio Nayarit a la Cultura 1979

- Galardón de Poeta Laureado y Mantenedor de Juegos Florales en Santiago Ixcuintla, Nayarit y en La Paz, Baja California Sur.

## Algunos de sus libros
- Datos: Q5690613